# ATI Radeon Xpress 1100系列晶片組
Xpress 1100（代號RS485）是ATI的晶片組，支援AMD平台。相對於RS482，RS450採用了110nm制程製造，支援Socket AM2的AMD處理器。它是一款整合式晶片組，內建了X550顯示核心。另外，整個系列有兩個形號，分別是 Xpress 1100和Xpress 1150，分別是顯示核心的頻率。前者是300MHz，後者是400MHz。整合式顯示核心支援DirectX 9.0b，有兩條像素流水線。
南橋方面，ATI推出了SB460來配搭。它是SB450的改進版本，新增支援SATA-2和改進了USB的性能和相容性。另外，從SB460開始，南橋開始支援HD Audio。可是，SB460只支援一組IDE接口。廠商亦可以使用較新的SB600南橋興之配合，更可以利用A-Link Xpress II作南北橋連接。A-Link Xpress II的原理與PCI-Express x4相似，頻寬亦提升理2GB/s。
下一代的產品是AMD 690G晶片組，整合了X700顯示核心，有四條像素流水線。並加入對HDMI和AVIVO的支援。

## RS485
採用了110nm制程製造：
- 支援1GHz 16Bit HyperTransport
- 內建22個PCI-E Lanes
  - 支援PCI-Express x16接口
- 內建了X550顯示核心
  - 完整支援DirectX 9.0
  - 擁有2條像素流水線

## SB450
- 支援SATA-2
- 提升了USB 2.0的性能和相容性
- 支援HD Audio
- 只支援一組PATA接口